# Мужність

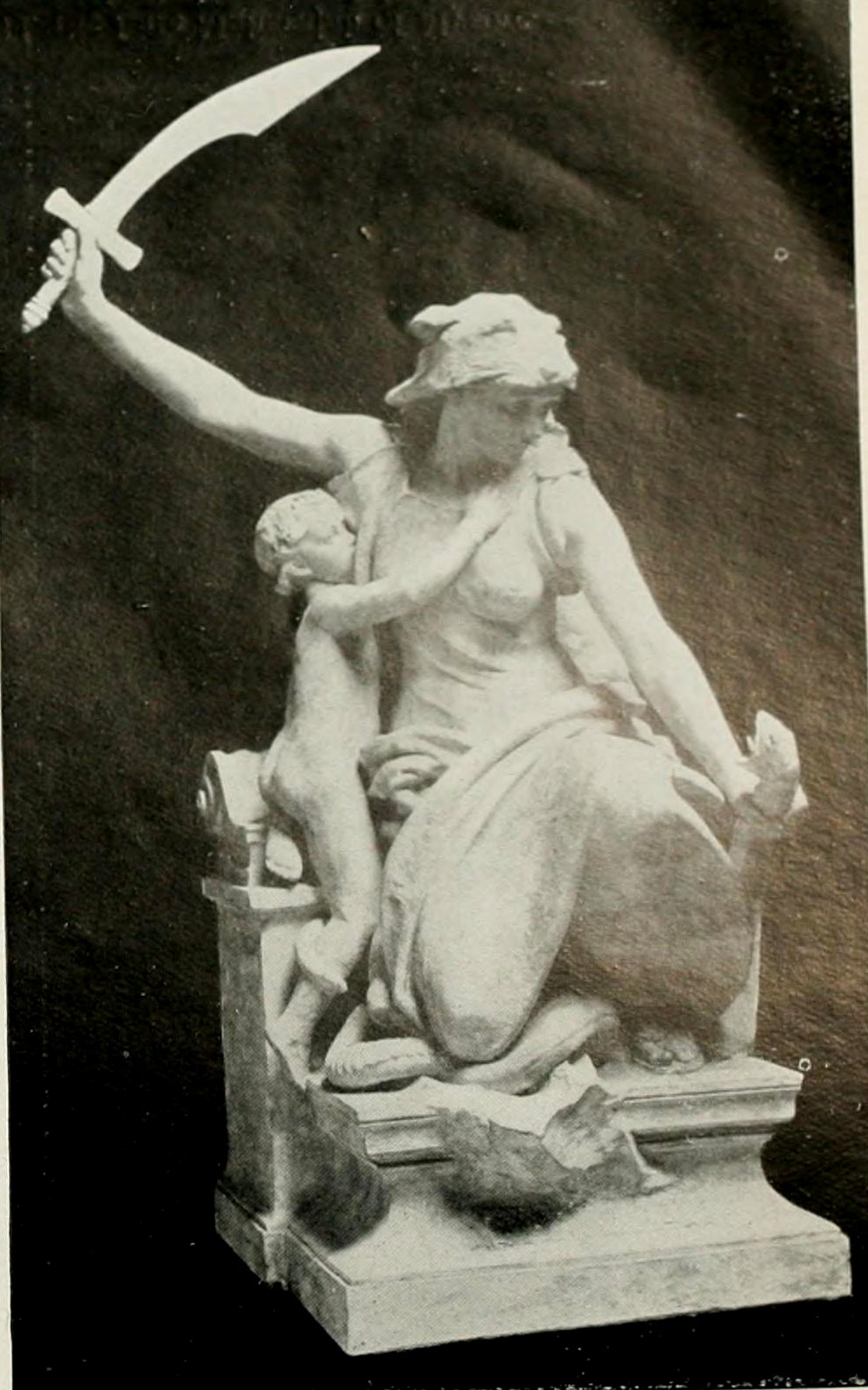
«Мужність» — скульптура Хамо Торнйкрофта. Жінка захищає дитину від змії.

Му́жність (лат. Fortitudo) — одна з чеснот, що проявляється як моральна сила особи під час подолання нею власного страху. Також мужність часто виступає як здатність переносити страждання, включно з фізичним болем.

## В античні часи
У період античності мужність розглядали як одну з чотирьох головних чеснот (разом із поміркованістю, мудрістю і справедливістю).
На думку Арістотеля, мужність — це подолання страху смерті і готовність оплатити доброчесність поведінки ризиком власного життя: «Хто осмислено спрямовується заради добра в небезпеку і не боїться її, той мужній, і в цьому мужність». За Арістотелем, мужність — це єдино гідний спосіб поведінки в бою, звідки і виникло уявлення про неї як про специфічно чоловічу чесноту (грец. ἀνδρεία).
Мужність використовувалася як етичне обґрунтування існування аристократичних станів через військову діяльність; у Платона мужність — це чеснота класу вартових. Згодом поняття мужності розширилося і вийшло за межі виключно аристократично-військових кіл. У римлян мужність (лат. virtus, від vir — чоловік, муж, герой, гідна людина) є синонімом не тільки військової доблесті, але і чесноти (лат. virtutes) взагалі. При цьому чесноти могли зображуватись у алегоріях як чоловічих, так і жіночих персонажів.

## У середні віки
Мужність залишилася основною чеснотою середньовічного лицарства, безпосередньо пов'язаною з честю.

## У Новий час
У процесі переходу до індустріального суспільства значення мужності зменшується, оскільки «промисловий дух здобув перемогу над військовим і аристократичним духом» (Ніцше). В етиці Нового часу мужність стає другорядним або навіть набуває негативного відтінку. Наприклад, Гоббс розглядає страх смерті як корисну силу для встановлення миру. Спіноза вносить мужність у кінець списку «афектів». Згідно з Кантом, мужність — це здатність «зважитись на те, що велить обов'язок»; Кант зазначає, що страх перед знущанням вимагає в людині для подолання більше мужності, ніж бій. Серед відомих філософів ХІХ-ХХ ст. один лише Ніцше намагався повернути поняттю мужності головну роль в ієрархії етичних цінностей. Зараз термін мужність вживається як синонім загальнолюдської моральної твердості, сміливості, хоробрості і втратив значення виключно чоловічої або військової чесноти (наприклад, сьогодні словосполучення «мужня жінка» у багатьох мовах, включно з українською, не містить суперечності).

## У військовій справі
Мужність регулярно проявляється в екстремальних ситуаціях, наприклад, під час військових дій, тому мужність асоціюється з озброєним протистоянням. У багатьох країнах існують військові нагороди «За мужність».